# Estelle-Sarah Bulle
Pour les articles homonymes, voir Bulle.
Estelle-Sarah Bulle est une romancière franco-belge d'origine guadeloupéenne née en 1974, à Créteil (Val-de-Marne).
Elle publie en 2018 son premier roman, Là où les chiens aboient par la queue, mêlant autobiographie et fiction, qui connait un succès critique.

## Biographie

### Études et carrière professionnelle
Estelle-Sarah Bulle naît en 1974 à Créteil, d'un père guadeloupéen et d'une mère franco-belge. Elle fait ses études supérieures entre Paris et Lyon, est diplômée d'une école de commerce, puis travaille dans des cabinets de conseil ainsi que dans des institutions culturelles (dont le musée du Louvre), où elle écrit les discours des dirigeants.

### Carrière littéraire
Souhaitant se consacrer depuis longtemps à l'écriture, c'est aux abords de la quarantaine qu'elle décide d'arrêter de travailler et de rédiger un premier manuscrit,. Ce dernier, mêlant autobiographie et fiction, s'inspire de son vécu ainsi que de l'histoire de sa propre famille, qui a quitté la Guadeloupe pour la métropole. Pour ce projet, elle se familiarise avec le créole guadeloupéen qu'elle ne parle pas,, mais dont elle a gardé souvenir à travers les échanges entre son père et son grand-père. Elle s'inspire également de l'ouvrage de Patrick Chamoiseau, Texaco (1992), qui lui a « montré que le créole pouvait être une langue romanesque ». Elle envoie son manuscrit aux Éditions Liana Levi, dont elle apprécie le catalogue.
Son roman, intitulé Là où les chiens aboient par la queue, est finalement publié en août 2018 aux Éditions Liana Levi. L'histoire est narrée par une femme d'origine guadeloupéenne, mais née en métropole. Cette dernière rapporte les propos de sa tante, Antoine, qui lui raconte son histoire et celle de sa famille : sa vie en Guadeloupe dans les années 1940 et 1950, son départ de l'île après les émeutes de mai 1967 et son arrivée en métropole, où elle est confrontée au racisme. Le titre est la traduction d'une expression créole, « Cé la chyen ka japé pa ké », qu'Antoine utilise pour décrire sa ville natale, Morne-Galant (nom inventé), qu'elle estime « à la traîne, loin de tout ».
Christine Ferniot, dans Télérama, souligne sa « poésie facétieuse » et le jeu sur le rythme des phrases ainsi que la création de mots. Libération estime que l'utilisation d'un prénom masculin, Antoine, pour le personnage de la tante, associe « une féminité flamboyante à une liberté d'allure et de vie qu'on ne prête qu'aux hommes ». Estelle-Sarah Bulle confirmera avoir choisi ce prénom pour évoquer la puissance du personnage. Le journal note également le développement par l'auteure de sa « propre langue », à cheval entre le français et l'oralité du créole, avec des verbes tels que « labyrinther », « zinzonner » ou « tchiper ».
La Croix estime que l'ouvrage est une « épopée poétique et politique » rendant hommage à tous les « négropolitains », ces Antillais installés en métropole se sentant rejetés à la fois par les Noirs et par les Blancs. Le Figaro estime que « mieux qu'un roman, ce livre est une tranche de vie de la Guadeloupe ». Enfin, le site Culturebox salue la découverte, à travers l'ouvrage, de l'histoire méconnue de ces « immigrés de l'intérieur ».
Le roman est lauréat en 2018 du Prix Stanislas du premier roman, du Prix Carbet de la Caraïbe et du Tout-Monde, ainsi que le Prix Eugène-Dabit du roman populiste. L'ouvrage est en outre sélectionné pour la finale du Prix du roman Fnac. En 2019, il reçoit une mention spéciale du jury du Grand prix du roman métis.
En 2020, elle publie un deuxième roman, cette fois-ci destiné à la jeunesse : Les fantômes d'Issa aux éditions L'École des loisirs. L'histoire a pour héroïne une adolescente ayant grandi en région parisienne, mais dont les parents sont originaires de Mayotte, et qui est persuadée d'avoir commis une bêtise. Estelle-Sarah Bulle explique avoir voulu travailler sur le sentiment de culpabilité à travers ce récit, ainsi que « mettre en avant des territoires dont on parle très peu ». La Première estime que l'écriture de l'auteure est « toujours aussi chatoyante », bien qu'elle se soit adaptée à un public adolescent.
Son ouvrage Histoire sentimentale de mes cheveux est publié en 2025, dans lequel elle « raconte, dans un beau récit très personnel, les discriminations que lui a values sa chevelure crépue ».

## Publications
- 2018 : Là où les chiens aboient par la queue, Paris, Éditions Liana Levi, 2018, 288 p. (ISBN 979-10-349-0045-9)
- 2020 : Les fantômes d'Issa, Paris, L'École des loisirs, 2020, 128 p. (ISBN 978-2-211-30544-0)
- 2021 : Les étoiles les plus filantes, Paris Éditions Liana Levi, 2021 428 p.  (ISBN 979-10-349-0435-8)
- 2022 : L'Embrasée, Caraïbéditions, roman jeunesse
- 2022 : Guadeloupe, paysages intranquilles, Long Cours, avec Sylvain Duffard
- 2024 : Basses terres, Paris Éditions Liana Levi, roman, 202 p.  (ISBN 979-10-349-0840-0)
- 2025 : L'Histoire sentimentale de mes cheveux[13], Bayard  (ISBN 978-2-227-50166-9)